# Gliese 666
Gliese 666 (41 G. Arae) – gwiazda w gwiazdozbiorze Ołtarza. Jest odległa od Słońca o 29 lat świetlnych.

## Charakterystyka
Gliese 666 ma wielkość obserwowaną 5,48m, co pozwala dojrzeć ją nieuzbrojonym okiem. Jest to gwiazda podwójna, w odległości 10,6 sekundy kątowej od jaśniejszej gwiazdy (w 2017 roku) jest widoczna przez teleskop jej towarzyszka o wielkości 8,7m. Dwa inne obiekty widoczne w pobliżu (95 i 145″ od głównej gwiazdy) są niezwiązanymi gwiazdami tła.
Główny składnik Gliese 666 A jest żółtym lub pomarańczowym karłem, gwiazdą ciągu głównego zaklasyfikowaną do typu widmowego G9,5. Ma jasność równą 45% jasności Słońca i promień równy 58% R☉. Jej towarzyszka to czerwony lub pomarańczowy karzeł, jest zaliczona do typu widmowego M0, ale ma osobliwe widmo. Gwiazdy okrążają się po ekscentrycznych orbitach o mimośrodzie 0,901 w okresie 2200 lat, średnio będąc odległe o 210 au.